# Macaron
Il macaron è un biscotto da forno il cui nome deriva dall'italiano "maccarone" e a sua volta dal greco "μακαρία". L'uso del termine per indicare il dolce è attestato in Italia dal XVI secolo.

## Storia
Il macaron moderno, come è noto oggi, è stato definito Gerbet o Paris macaron ed è stato creato all'inizio del XX secolo da Pierre Desfontaines della pasticceria francese Ladurée: consisteva in due dischi uniti da un filo di cioccolato. Oggi il cioccolato tra le due meringhe è stato sostituito da uno strato di crema al burro, confettura o crema ganache.
Sebbene il macaron che conosciamo oggi sia stato creato a Parigi da Claude Gerbet, si può far risalire la storia del macaron ad altri dolci a base di mandorle apparsi in precedenza.
Le truppe arabe provenienti da Ifrīqiya (l'attuale Tunisia) occuparono la Sicilia nell'827. Portarono con sé dolci a base di noci come faloodeh e lausinaj, prodotti da forno con crema di mandorle dolci all'interno. Questi dolci erano stati tramandati dagli scià sasanidi in Persia, dove la torta di mandorle veniva preparata per celebrare il capodanno zoroastriano, il Nowruz. In Sicilia e a Toledo, in Spagna, altro punto di contatto tra la cultura musulmana e quella cristiana, faloodeh e lausinaj si svilupparono in vari dolci, come le crostate di pasta di mandorle chiamate marzapane e caliscioni.
Larousse Gastronomique cita i macaron come dolci creati in Francia nel 781 in un convento vicino Cormery.

Un'enciclopedia online svizzera sulla storia della panificazione afferma che furono portati da al-Andalus (l'attuale Spagna) a Marrakesh (in Marocco) all'inizio dell'XI secolo dal sultano e primo re della dinastia Almoravide Yusuf ibn Tashfin , e che venivano serviti principalmente durante il Ramadan.
Una leggenda popolare racconta che il macaron fu introdotto in Francia da un cuoco di Caterina de' Medici, tuttavia un'indagine approfondita dei registri che elencavano il personale di servizio che lavorò con Caterina dal suo arrivo in Francia fino alla sua morte rivelò l'assenza di cuochi italiani.
Nel 1790, i macaron iniziarono a guadagnare fama quando due suore carmelitane, in cerca di asilo a Nancy durante la Rivoluzione francese, prepararono e vendettero i biscotti macaron per pagarsi l'alloggio. Le suore divennero note come le "Sorelle Macaron" e in queste prime fasi i macaron venivano serviti senza aromi o ripieni speciali.
Nel 1830, i macaron venivano serviti due a due con l'aggiunta di marmellate, liquori e spezie.

## Caratteristiche

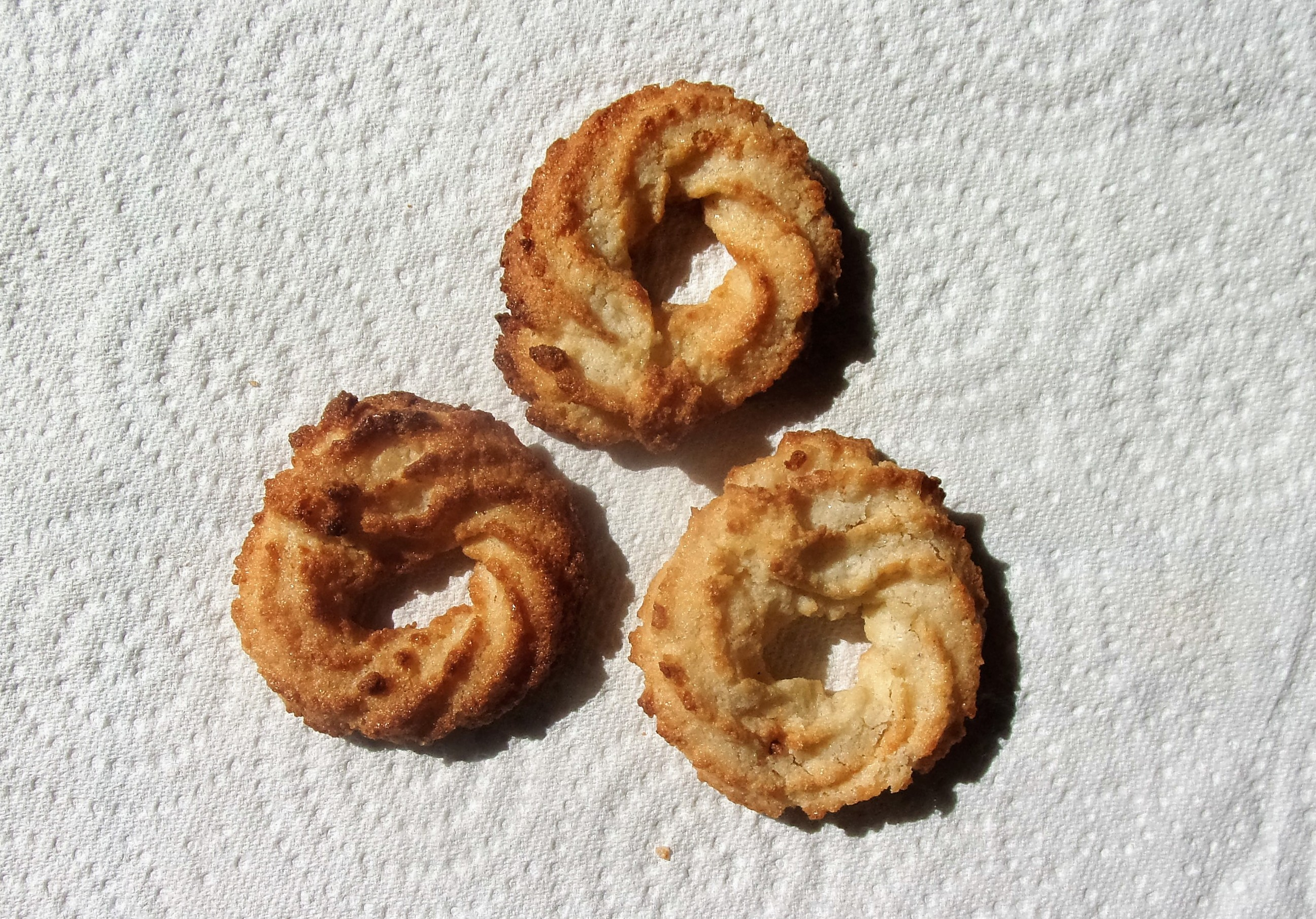
Macarons di Cormery

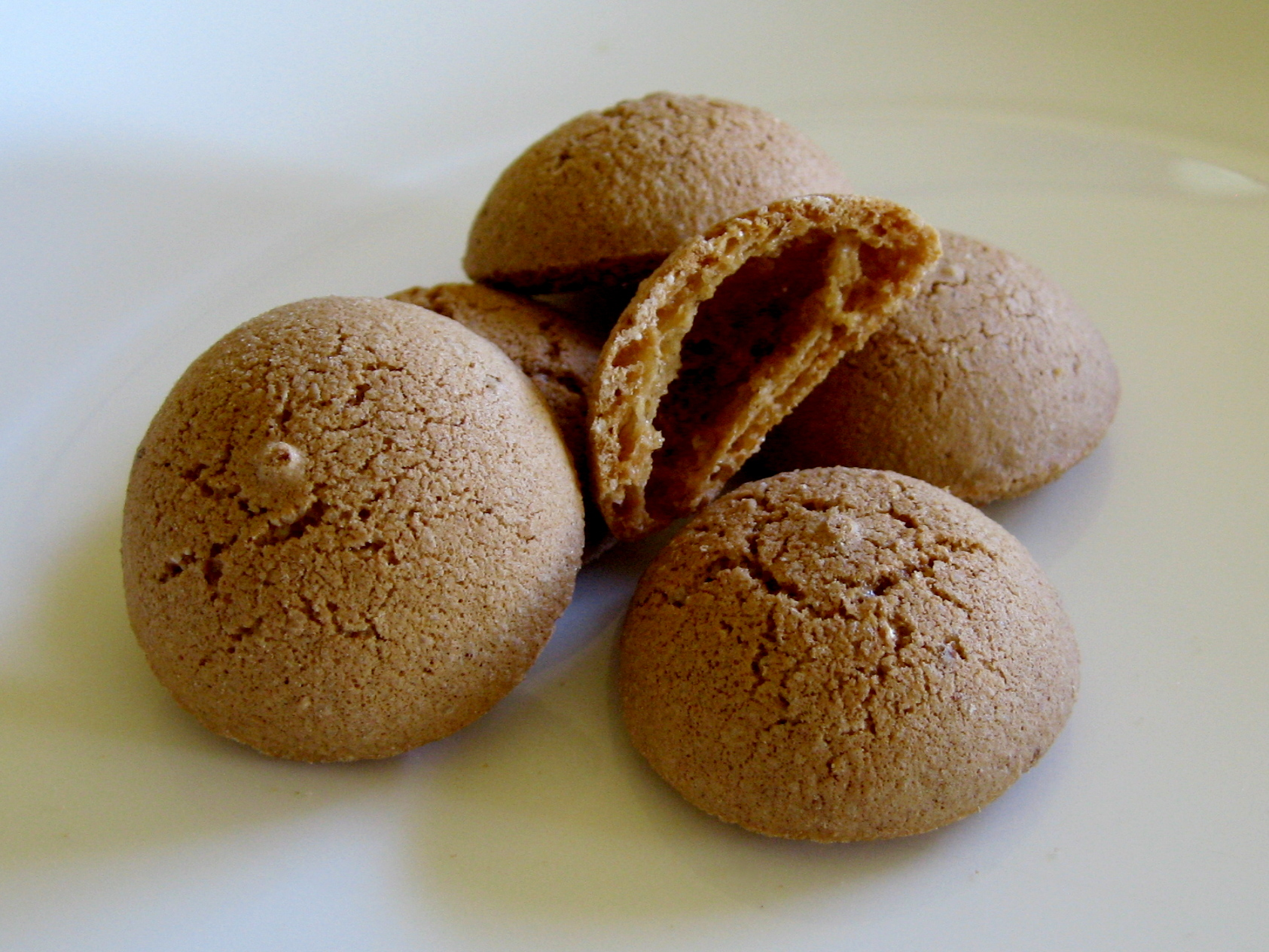
Amaretti, i primi macarons

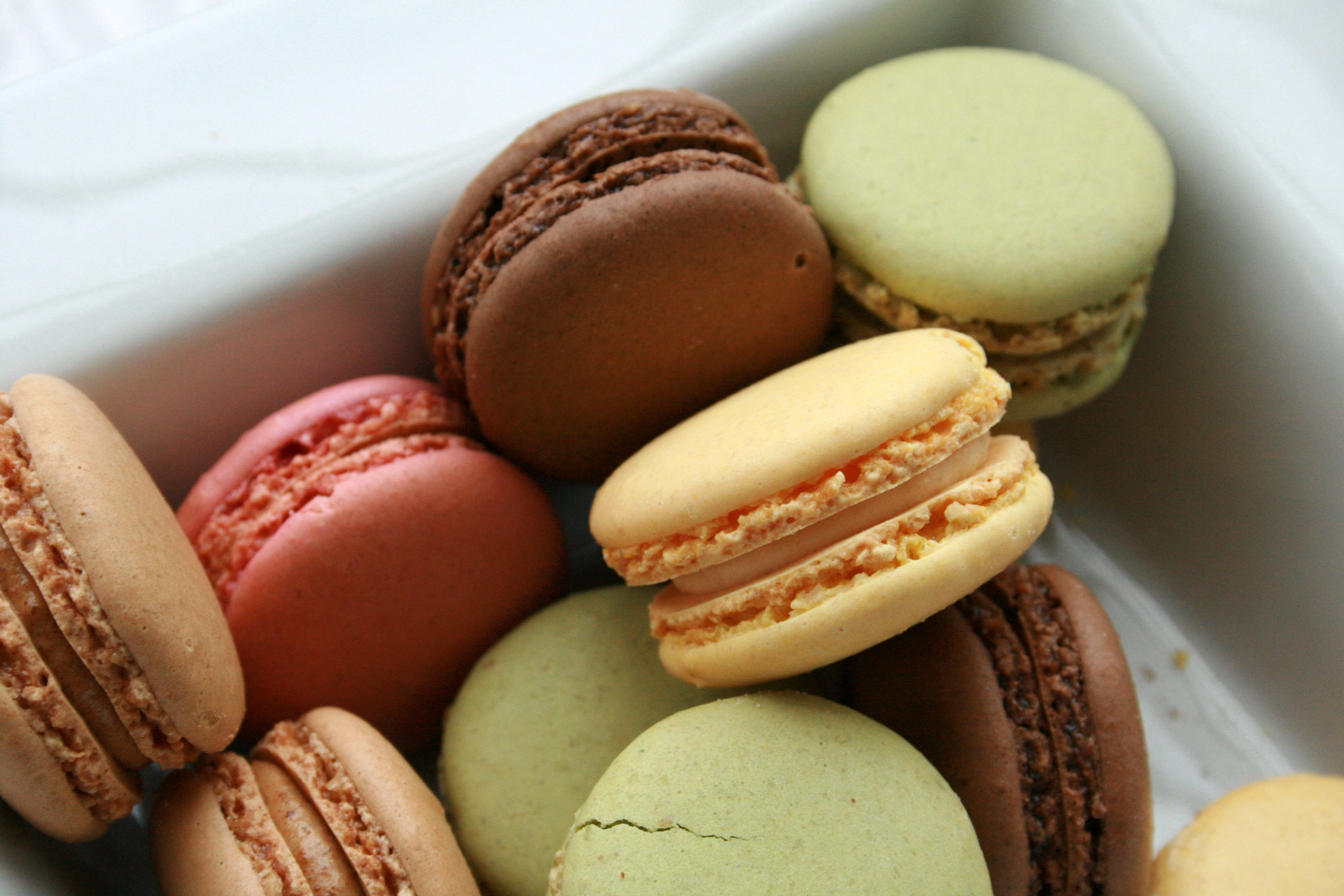
Macaron di vari colori e sapori

Il macaron è composto da due pezzi a cupola, dalla caratteristica superficie liscia, la circonferenza guarnita di increspature, e la base piatta. Gli intenditori apprezzano una delicata crosticina a guscio d'uovo che rende il dolce più umido e arioso all'interno.
Il macaron francese si distingue da quelli degli altri paesi perché può essere trovato in una più ampia varietà di sapori che vanno dai tradizionali (lampone, cioccolato) ai più innovativi (marmite, tè verde matcha).